# وجه الجلد (فلم)
ليذرفيس أو وجه الجلد (بالإنجليزية: Leatherface) هو فيلم رعب تم انتاجه في الولايات المتحدة وصدر سنة 2017. من بطولة ستيفن دورف وليلي تايلور.

## القصة
قصة الفيلم تدور زمنيًا قبل فيلم مجزرة منشار تكساس، حول مراهق يهرب من مصحة عقلية مع ثلاثة أشخاص آخرين ويختطفون ممرضة شابة ويحاول أحد رجال الشرطة إنقاذها.

## الميزانية والإيرادات
حقّق الفيلم أرباحًا تقدّر بـ 956,147 دولار أمريكي.

## وصلات خارجية
- وجه الجلد على موقع IMDb (الإنجليزية)
- وجه الجلد على موقع ميتاكريتيك (الإنجليزية)
- وجه الجلد على موقع روتن توميتوز (الإنجليزية)
- وجه الجلد على موقع قاعدة بيانات الأفلام العربية
- وجه الجلد على موقع ألو سيني (الفرنسية)
- وجه الجلد على موقع أول موفي (الإنجليزية)
- وجه الجلد على موقع فيلمافينيتي (الإسبانية)
- وجه الجلد على موقع قاعدة بيانات الفيلم (الإنجليزية)
- وجه الجلد على موقع ليتربوكسد (الإنجليزية)
- وجه الجلد على موقع كينوبويسك (الروسية)
- ليذرفيس على IMDb
- ليذرفيس على Rotten Tomatos
- ليذرفيس على Allmovies
- ليذرفيس على Metacritic
- ليذرفيس على FilmAffinity